# テトリン55
テトリン55とは1996年ゲームテックから発売された携帯ゲーム機の名称である。
同年小学館Digital DIMEトレンド大賞（ホビー・レジャー部門）を受賞した。

## 概要
ゲームテックが発売した携帯液晶ゲーム「みに・テトリン」の後継型であり、テトリスタイプのブロックゲームを含む55種類(実質的には4種類)のゲームを内蔵させたタイプである。電源には一次電池であるLR44を2個採用。

## 内容
ブロックゲーム
テトリスと同様の内容。
カーレース
車をひたすら追い越していくゲーム。
シューティング
上から迫り来るブロック群を倒すゲーム。
ドラゴン＆ボール
配置されたブロックを拾得していくゲームであるが、拾う毎に蛇のように繋がっていく。

## シリーズ
みに・テトリン
テトリスタイプの液晶ゲームとして発売された、テトリン55の前身機種。たまごっちと並んで1996年頃から始まったミニゲームブームの立役者の一つとされている。
内容は8種類のテトリスタイプのブロックゲームを収録。セガ社が過去に出していたアーケードゲームのフラッシュポイントやブロクシードのシステムを流用したゲームモードもあった。
ピコリン55
テトリン55のタイトル変更版であり、内容は「テトリン55」の画面表示が削除されたもので内容は同一。(タイトル変更の経緯はテトリスの項目を参照。)

## その他
これらのキーチェーンゲームのテトリンシリーズがヒットした事により、出所不明のデッドコピー品や様々な同タイプの亜種が登場した。中にはブロックゲームのみならずカーレースなど100種類近くゲームを収録していることを謳う製品もあった。ブームの末期には、アーケードのプライズゲーム機やガチャポンの景品にまで使われていた。
また同時期には、コピー品の他にもBPSから正式にライセンス許諾を得た『テトリスJr.』という商品がヒロより発売された。外見上はテトリンと酷似しているが、内容はテトリスに特化した物となっており、数種類のルールのテトリスが収録されている。テトリスJr.は発売元を変えながら、2000年代以降も後継機種が販売されている。
長方形の本体に液晶やボタンというデザインは、キーチェーン型の液晶ゲームの基本フォーマット的なものとして後に様々な液晶ゲームで採用されるようになった。